# جون بوتر
جون بوتر (بالإنجليزية: John Potter)‏ (15 ديسمبر 1979 بدنفيرملين في المملكة المتحدة - ) هو مدرب كرة قدم ولاعب كرة قدم بريطاني في مركز الوسط. لعب مع دونفرملين أثلتيك وكوين أوف ساوث ونادي سانت ميرين ونادي سلتيك ونادي كلايد.

## وصلات خارجية
- جون بوتر على موقع قاعدة بيانات كرة القدم.إي يو (الإنجليزية)
- جون بوتر على موقع Soccerbase.com (لاعب) (الإنجليزية)